# Archinhac (Dordonya)
Archinhac (en francès Archignac) és un municipi francès situat al departament de la Dordonya i a la regió de la Nova Aquitània.

## Demografia
| 1962                                       | 1968 | 1975 | 1982 | 1990 | 1999 | 2007 |
| ------------------------------------------ | ---- | ---- | ---- | ---- | ---- | ---- |
| 355                                        | 352  | 318  | 309  | 302  | 297  | 328  |
| Des de 1962: població sense dobles comptes |      |      |      |      |      |      |

## Administració
| Període   | Identitat     | Partit |
| --------- | ------------- | ------ |
| 1989-2008 | Serge Laval   | UMP    |
| 2008-     | Alain Laporte |        |